# Eriocaulon williamsii
Eriocaulon williamsii är en gräsväxtart som beskrevs av Harold Norman Moldenke. Eriocaulon williamsii ingår i släktet Eriocaulon och familjen Eriocaulaceae. Inga underarter finns listade i Catalogue of Life.